# Bùi Văn Phương
Bùi Văn Phương (tên thường gọi: Bùi Việt Phương, sinh ngày 5 tháng 1 năm 1960) là một chính trị gia người Việt Nam. Ông hiện là đại biểu Quốc hội Việt Nam khóa XIV nhiệm kì 2016-2021, thuộc đoàn đại biểu Quốc hội tỉnh Ninh Bình, Phó Trưởng Đoàn chuyên trách Đoàn đại biểu Quốc hội tỉnh Ninh Bình, Ủy viên Ủy ban Tài chính, Ngân sách của Quốc hội. Ông đã trúng cử đại biểu Quốc hội năm 2016 ở đơn vị bầu cử số 1, tỉnh Ninh Bình gồm có thành phố Ninh Bình và các huyện: Nho Quan, Gia Viễn, Hoa Lư.

## Xuất thân
Bùi Văn Phương quê quán ở xã Khánh An, huyện Yên Khánh, tỉnh Ninh Bình.
Ông hiện cư trú tại phường Phúc Thành, thành phố Ninh Bình, tỉnh Ninh Bình.

## Giáo dục
- Giáo dục phổ thông: 10/10
- Cử nhân quản lý kinh tế Trường Đại học Khoa học Xã hội và Nhân văn, Đại học Quốc gia Hà Nội
- Cử nhân lí luận chính trị Đảng Cộng sản Việt Nam
- Thạc sĩ chuyên ngành Xây dựng Đảng (Đảng Cộng sản Việt Nam)

## Sự nghiệp
Ngày 3 tháng 5 năm 1984, Bùi Văn Phương gia nhập Đảng Cộng sản Việt Nam.
Tháng 8 năm 2010, Bùi Văn Phương là Phó Ban Tổ chức Tỉnh ủy Ninh Bình.

## Đại biểu Quốc hội Việt Nam khóa XIII nhiệm kì 2011-2016
Ngày 22 tháng 5 năm 2011, Bùi Văn Phương trúng cử Đại biểu Quốc hội Việt Nam khóa 13 nhiệm kì 2011-2016 ở đơn vị bầu cử số 2 tỉnh Ninh Bình, gồm huyện Kim Sơn, huyện Yên Khánh, huyện Yên Mô và thị xã Tam Điệp đạt tỷ lệ 84,34% số phiếu hợp lệ..
Lúc này ông đang là Ủy viên Ban chấp hành Đảng bộ tỉnh Ninh Bình, Phó Trưởng ban Ban Tổ chức Tỉnh ủy Ninh Bình.
Ông là Tỉnh ủy viên, Ủy viên Ủy ban Kinh tế của Quốc hội Việt Nam khóa 13, Phó Trưởng Đoàn đại biểu Quốc hội tỉnh Ninh Bình khóa 13.

### Đề xuất trưởng khoa Mac - Lenin mang quân hàm thiếu tướng
Ngày 6 tháng 11 năm 2014, khi thảo luận về dự thảo Luật Sửa đổi, bổ sung một số điều của Luật Sĩ quan Quân đội Nhân dân Việt Nam (Luật Sĩ quan Quân đội), trong khi nhiều sĩ quan quân đội đề nghị giảm trần cấp tướng, thì Bùi Văn Phương đề xuất trưởng Khoa Mac - Lê Nin trong Học viện Quốc phòng (Việt Nam) nên có quân hàm thiếu tướng, để thế lực xấu không xuyên tạc phai nhạt lý tưởng Mác - Lê Nin.

## Đại biểu Quốc hội Việt Nam khóa XIV nhiệm kì 2016-2021
Khi ứng cử đại biểu Quốc hội Việt Nam khóa XIV vào tháng 5 năm 2016 ông đang là Tỉnh ủy viên, Ủy viên Ủy ban Kinh tế của Quốc hội Việt Nam khóa XIII, Phó Trưởng Đoàn đại biểu Quốc hội tỉnh Ninh Bình, làm việc ở Đoàn đại biểu Quốc hội tỉnh Ninh Bình.
Ngày 22 tháng 5 năm 2016, Bùi Văn Phương tiếp tục trúng cử Đại biểu Quốc hội Việt Nam khóa 14 nhiệm kì 2016-2021 ở đơn vị bầu cử số 1, tỉnh Ninh Bình gồm có thành phố Ninh Bình và các huyện: Nho Quan, Gia Viễn, Hoa Lư, được 284.475 phiếu, đạt tỷ lệ 85,29% số phiếu hợp lệ.
Sau đó ông được bầu làm Phó Trưởng Đoàn chuyên trách Đoàn đại biểu Quốc hội tỉnh Ninh Bình.
Ông hiện là Tỉnh ủy viên tỉnh ủy Ninh Bình, Phó Trưởng Đoàn chuyên trách Đoàn đại biểu Quốc hội tỉnh Ninh Bình khóa 14, Ủy viên Ủy ban Tài chính, Ngân sách của Quốc hội khóa 14 (Đại biểu chuyên trách Địa phương).
Ông đang làm việc ở Đoàn đại biểu Quốc hội tỉnh Ninh Bình.

### Bảo vệ dự án nạo vét sông Sào Khê, Ninh Bình
Chiều ngày 28 tháng 5 năm 2018, tại nghị trường Quốc hội, trước phản ánh của đại biểu Nguyễn Anh Trí về dự án nạo vét sông Sào Khê ở tỉnh Ninh Bình (bắt đầu từ năm 2001) đã đội vốn hơn 36 lần từ 72 tỉ đồng được phê duyệt ban đầu lên tới 2595 tỉ đồng, Bùi Văn Phương cho rằng kinh phí như vậy là hợp lí vì dự án từ mục tiêu duy nhất là nạo vét sông phục vụ tưới tiêu nông nghiệp đã được thêm 3 mục tiêu nữa là tôn tạo cố đô Hoa Lư, phục vụ giao thông thủy, phục vụ công trình du lịch, trong đó 1400 tỉ đồng là vốn nhà nước, còn 1200 tỉ đồng là vốn xã hội hóa từ dân. Tuy nhiên, sau đó đại biểu Trương Trọng Nghĩa đã cho rằng không có lí do biện minh hợp lí cho việc đội vốn và đề nghị thanh tra dự án, còn đại biểu Nguyễn Anh Trí thì truy vấn về vấn đề kinh phí nhà nước lấy từ đâu để bù đắp cho dự án bị đội vốn.

### Bảo vệ mô hình một chương trình, nhiều sách giáo khoa
Sáng ngày 4 tháng 4 năm 2019, tại Hội nghị đại biểu Quốc hội chuyên trách thảo luận dự án Luật giáo dục (sửa đổi) diễn ra tại Hà Nội, ông bày tỏ sự ủng hộ việc biên soạn nhiều bộ sách giáo khoa khác nhau, trong khi nhiều đại biểu khác muốn có một bộ sách giáo khoa thống nhất trong cả nước.